# アシュリー・エドワード・ミラー
アシュリー・エドワード・ミラー（Ashley Edward Miller, 1971年3月16日 - ）は、アメリカ合衆国の脚本家、テレビプロデューサーである。同じく脚本家、プロデューサーのザック・ステンツと多くの作品を手掛けている。

## フィルモグラフィ

### 映画
- エージェント・コーディ Agent Cody Banks （2003年） 脚本
- マイティ・ソー Thor （2011年） 脚本
- X-MEN:ファースト・ジェネレーション X-Men: First Class （2011年） 脚本
- Power Rangers （2017年） 脚本
- トップガン マーヴェリック Top Gun: Maverick （2020年予定） 脚本

### テレビ
- アンドロメダ Andromeda （2000年 - 2005年） コンサルタント
- トワイライト・ゾーン The Twilight Zone （2003年） コンサルタント
- ターミネーター サラ・コナー・クロニクルズ Terminator: The Sarah Connor Chronicles (2008-2009) 6話脚本、22話共同プロデュース[1]
  - シーズン1第6話 ダンジョン&ドラゴン "Dungeons & Dragons" (2008)
  - シーズン2第4話 永久に別れを "Goodbye to All That" (2008)
  - シーズン2第10話 3つの点 "Strange Things Happen at the One Two Point" (2008)
  - シーズン2第14話 大いなる存在 "Good Wound" (2009)
  - シーズン2第18話 疑惑 "Today is the Day (Part 1)" (2009)
  - シーズン2第19話 運命の時 "Today is the Day (Part 2)" (2009)
- FRINGE Fringe (2009-2010) 4話脚本、22話プロデュース[1]
  - シーズン2第4話 銀色の血 "Momentum Deferred" (2009)
  - シーズン2第10話 移植 "Grey Matters" (2009)
  - シーズン2第14話 ジャクソンビル "Jacksonville" (2010)
  - シーズン2第20話 忍び寄る影 "Northwest Passage" (2010)